# Route nationale 92 (Belgique)
Pour les articles homonymes, voir Route nationale 92.
La route nationale 92 est une route nationale de Belgique qui relie Namur à Dinant en longeant la Meuse, sur la rive gauche jusqu’à Profondeville et sur la droite jusqu'à Dinant où elle est remplacée par la N95.
Elle passe notamment par le quartier du Grognon et devant le Parlement de Wallonie.

## Description du tracé

### Communes sur le parcours
- Région wallonne
  -  Province de Namur
    - Namur
    - Profondeville
    - Anhée
    - Yvoir
    - Dinant

## Statistiques de fréquentation
| BK   | Début                        | Fin                                 | Trafic moyen journalier (6h–22h, en milliers), | Trafic moyen journalier (6h–22h, en milliers), | Trafic moyen journalier (6h–22h, en milliers), | Trafic moyen journalier (6h–22h, en milliers), | Trafic moyen journalier (6h–22h, en milliers), | Trafic moyen journalier (6h–22h, en milliers), | Trafic moyen journalier (6h–22h, en milliers), |
| BK   | Début                        | Fin                                 | 1985                                           | 1990                                           | 1995                                           | 2000                                           | 2005                                           | 2010                                           | 2015                                           |
| ---- | ---------------------------- | ----------------------------------- | ---------------------------------------------- | ---------------------------------------------- | ---------------------------------------------- | ---------------------------------------------- | ---------------------------------------------- | ---------------------------------------------- | ---------------------------------------------- |
| 6,7  | Namur (Wépion) N951          | Namur (Pont de Wépion) N947b        | 10,1                                           | 11,9                                           | 11,6                                           | 11,4                                           | 11,3                                           | 10,0                                           | –                                              |
| 9,2  | Namur (Pont de Wépion) N947b | Profondeville (Pont de Lustin) N931 | 6,5                                            | 8,1                                            | 9,2                                            | 10,2                                           | 12,0                                           | –                                              | –                                              |
| 21,9 | Yvoir (Pont d'Yvoir) N947    | Dinant (Leffe) N948                 | 3,6                                            | 4,0                                            | 4,3                                            | 6,0                                            | 6,0                                            | 5,9                                            | –                                              |